# カストロカメラ
カストロカメラは、サンフランシスコのカストロ地区にかつて存在したカメラ店。ハーヴェイ・ミルクが1972年に店を開き、暗殺された1978年まで開業していた。1970年代において近隣ゲイ・コミュニティの中心となり、ミルクの各種キャンペーンや選挙事務所としても機能していた。

## 歴史

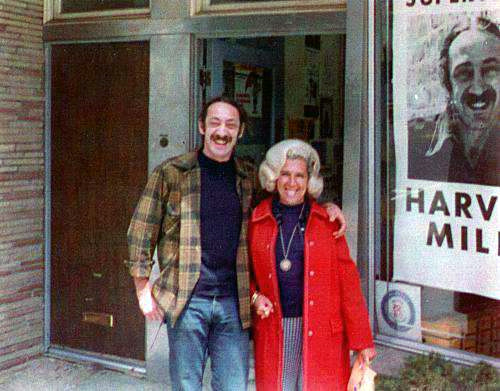
カストロカメラの前に立つハーヴェイ・ミルクとオードリー・ミルク（兄ロバートの妻）。（1973年）

熱心なアマチュアカメラマンであったミルクは、1972年に当時のパートナーであったスコット・スミスと共に彼らの貯蓄の残り1,000ドルを元手に同店を開いた。店は間もなく若いゲイの人々を中心にカストロを訪れる人々が立ち寄るようになった。カメラやフィルムを販売する傍らで、店はソーシャルセンターや若いゲイ達の駆け込み所としても機能するようになり、またミルクは店をサンフランシスコ議会選挙の公式投票所としても使わせていた。
カストロカメラはミルクと多くの人物を結びつけた場所でもあった。ダニエル・ニコレッタは当時のミルクを撮り続けた写真家として良く知られているが、ミルクとの接点の始まりは店の顧客としてであり、やがて店の助手やキャンペーン事務局員として働いた。後年にミルクの選挙事務長を務めたアン・クローネンベルクも最初の出会いは同店の顧客としてであり、ミルクの最初の印象は "raving maniac" （とてもマニアックな人）であったというクリーブ・ジョーンズやスピーチライターのフランク・マルコム・ロビンソンなども彼の店でミルクと共に働いていた。

## 1978年以降

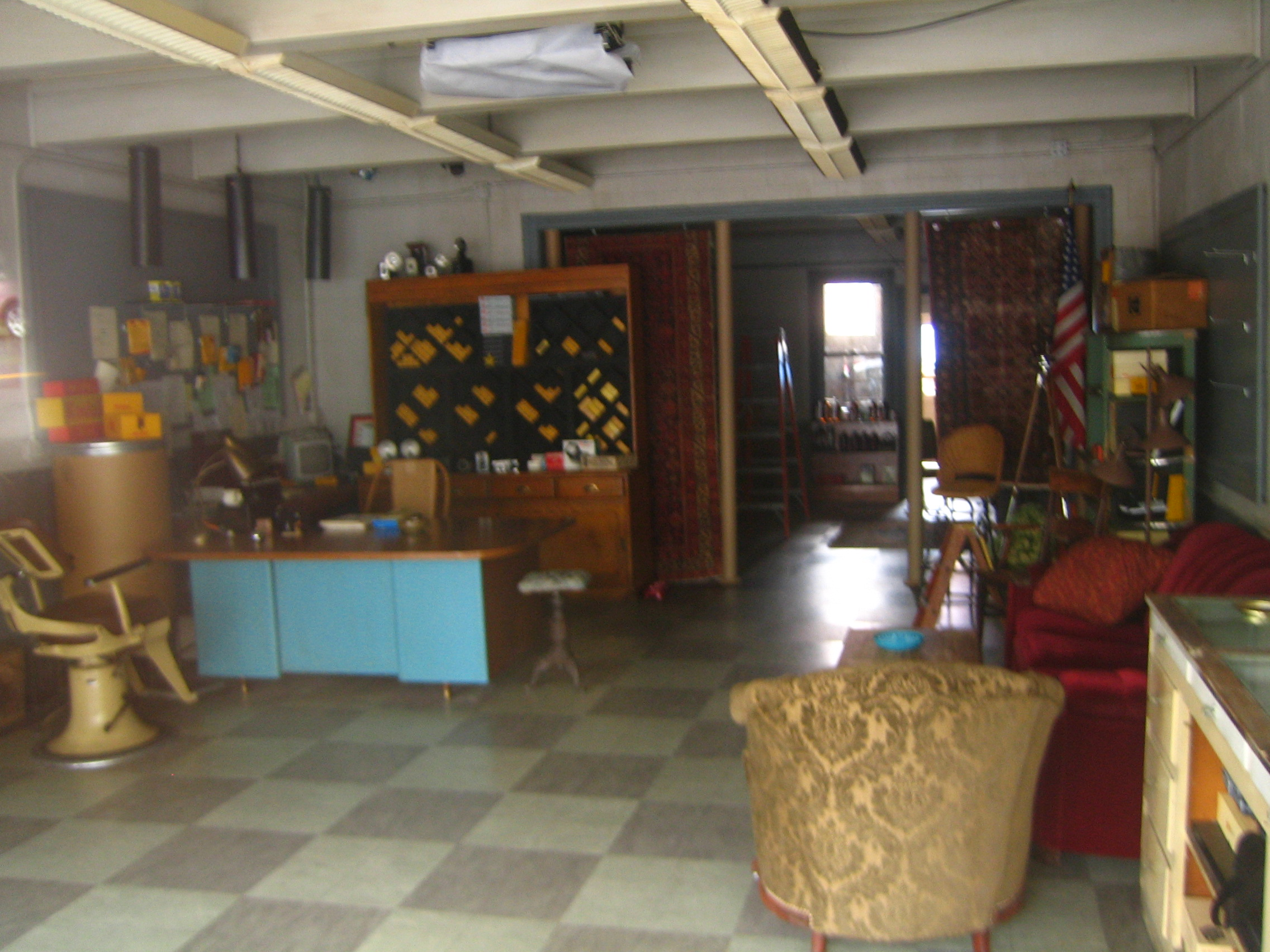
映画『ミルク』のために再現された店内

かつてカストロカメラのあったカストロ通り575番地は、2011年にヒューマンライツキャンペーンの店舗となっているが、伝記映画『ミルク』撮影にあたって当時の内装が再現されていた。カメラ店時代を記憶している地元住民の証言をもとに古い赤色のソファや理髪店の椅子なども忠実に再現されていた。現在のショップオーナーやカメラクルーは店内でミルクの幽霊を見たというこぼれ話が残っている。

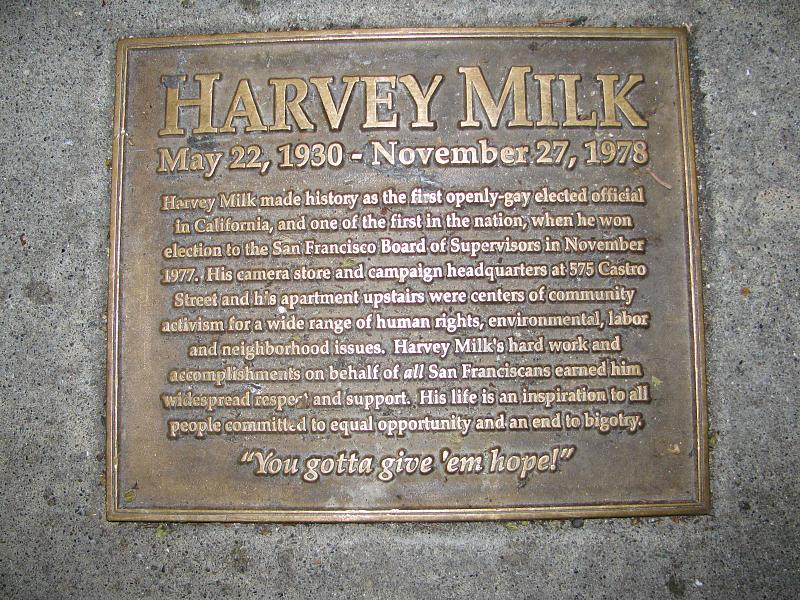
カストロカメラ跡地前の歩道に据えられたプラーク。

カストロカメラ跡地前の歩道には同店の跡地を示す金属製のプラークが据えられ、毎年ミルクの亡くなった日に合わせて行われる記念マーチが一時停止をするポイントになっている。
ミルクの愛用した理髪店チェアやアンティークカメラのコレクションなど、カメラ店の遺物などはGLBTヒストリカル・ソサエティと同団体が開設したミュージアムが保存している。同団体は2003年に  "Saint Harvey: The Life and Afterlife of a Modern Gay Martyr." と銘打ち、カメラコレクションを公開した。また『ミルク』のカメラ店のセット作成に際しては、同団体も協力している